# یخ را بشکن (ترانه استراتواریوس)
«یخ را بشکن» تک‌آهنگی از استراتوواریوس است که در سال ۱۹۹۲ میلادی منتشر شد.